# Ramón de Lacadena y Brualla
Ramón de Lacadena y Brualla, marqués de La Cadena, (Zaragoza, 16 de marzo de 1895 – Zaragoza, 16 de mayo de 1965), fue un abogado y periodista aragonés.
Formaba parte del linaje Lacadena, con orígenes familiares en Jacetania (Jaca y Berdún), e hizo sus primeros estudios con los Hermanos Maristas, continuando después la carrera de Derecho. Licenciado en 1914, desde 1917 fue parte del Colegio de abogados de Zaragoza y pasante del despacho de Emilio Laguna Azorín. Sin embargo, desde 1922 también trabajaba como periodista en todo tipo de temáticas, destacando sus crónicas taurinas.
Políticamente se alineaba (aunque tibiamente) con la derecha política (era liberal monárquico), y fue miembro (y presidente en 1960-1965) del Ateneo de Zaragoza.